# Astatotilapia swynnertoni
Astatotilapia swynnertoni ist eine Buntbarschart, die im unteren Pungwe, im Búzi und im Save im östlichen Simbabwe und im mittleren Mosambik vorkommt.

## Merkmale
Astatotilapia swynnertoni wird 9,5 cm lang; ein Drittel der Gesamtlänge nimmt der Kopf ein. Die Körperhöhe liegt bei etwa 40 % der Gesamtlänge. Die Fische sind dunkel braunoliv gefärbt und zeigen auf den Körperseiten einige undeutliche dunkle Querbalken. Ein schwärzlicher Streifen verläuft vom Auge zu einem schwarzen Fleck auf dem Kiemendeckel. Die Flossen sind grau. Männchen haben zwei oder drei runde Eiflecke in der Afterflosse. Auf den Wangen finden sich drei oder vier Schuppenreihen, relativ große Schuppen befinden sich auf dem Kiemendeckel. Die Lippen sind relativ dick. In den Kiefern sind in einer äußeren Reihe größerer dreispitzige Zähne und in drei inneren Reihen kleine, zweispitzige Zähne angeordnet. Auf dem unteren Abschnitt des ersten Kiemenbogens sitzen acht kurze Kiemenrechen. Die Brustflossen erreichen etwa drei Viertel der Kopflänge und reichen nicht bis zum Ansatz der Afterflosse. Die Bauchflossen reichen bis dahin oder etwas darüber hinaus. Die Schwanzflosse ist abgerundet.
- Flossenformel: Dorsale XV/9–10, Anale III/8–9.
- Schuppenformel: SL 20–22/10–11.

## Systematik
Die Fischart wurde 1907 durch den belgisch-britischen Ichthyologen George Albert Boulenger unter dem Namen Tilapia swynnertoni beschrieben und zu Ehren von Charles Francis Massy Swynnerton, einem britischen Naturforscher, der im östlichen, damaligen Südrhodesien lebte und forschte, benannt. Die Art wurde später der Gattung Astatotilapia zugeordnet, die aber kein Monophylum darstellt. Zusammen mit seiner Schwesterart Astatotilapia calliptera und Astatotilapia tweddlei gehört Astatotilapia swynnertoni zur "Lake Malawi radiation" der ostafrikanischen Buntbarsche, ist also mit den farbenprächtigen Mbunas, die als Aquarienfische bekannt sind, nah verwandt.